# Kathryn Gallagher
Kathryn Gallagher (New York, 23 juli 1993) is een Amerikaans actrice en zangeres. Ze speelde in diverse films, series en theaterproducties, waaronder Parachute, You en Gossip Girl.
Ze is de dochter van Peter Gallagher.

## Filmografie

### Film
- 2014: Happy Pills, als Clare
- 2023: Parachute, als Gwen
- 2023: Woman of the Hour, als Charlie

### Televisie
- 2018, 2025: You, als Annika Attwater
- 2019: The Flash, als Lia
- 2019: Indoor Boys, als Matilda
- 2020: Acting for a Cause, als Friar Lawrence
- 2020: Boy•Friends, als Mildred
- 2021: Blue Bloods, als Diane Butler
- 2021: Modern Love, als Whitney
- 2021-2023: Gossip Girl, als Heidi Bergmann

### Podcast
- 2023: Radio Play Revival, als Connie

## Theater
- 2014-2015: Spring Awakening, als Martha / Guitar / Dance Captain
- 2016: Dust Can't Kill Me, als Lilly
- 2018-2021: Jagged Little Pill, als Bella Fox

## Discografie

### EP's
- 2012: How Do I Grow Up
- 2013: American Spirit
- 2014: I'm Fine
- 2020: Demos, Vol. 1
- 2020: Demos, Vol. 2

### Singles
- 2012: I'll Be Known, samen met Erik Scott Smith
- 2012: Mess of a Machine, samen met O'Callaghan
- 2012: Damaged
- 2012: Nothing Ever Done
- 2017: Father
- 2019: Bad News
- 2019: Whistler
- 2020: I'll Get the Coffee
- 2020: If I Ain't Got You, samen met Nick Cordero
- 2020: Crosslegged in the Kitchen
- 2020: Nostalgic for the Moment